# واين كيلي
واين كيلي هو سباح كندي، ولد في 19 مارس 1963 في ألما في كندا.

## روابط خارجية
- واين كيلي على موقع الاتحاد الدولي للسباحة (الإنجليزية)
- واين كيلي على موقع أوليمبيديا (الإنجليزية)